# 王編
王編（？—？），號嗣鳳，山西太原府永寧州寧鄉縣人，明朝政治人物。

## 生平
萬曆十年（1582年）壬午科山西鄉試舉人，二十年（1592年）中式壬辰科二甲第十五名進士。通政司觀政，八月授汝州知州，二十七年正月升禮部員外郎，丁憂歸。三十年起補添注員外郎，三十四年升郎中，三十六年官至山東布政司永平道右參政，卒于官。

## 家族
曾祖王子深；祖父王敷；父王弘化，贈禮部員外郎。母武氏。兄王紹、王綬，弟王縉。